# 伊赛特

伊赛特或阿塞特（？—？）是古埃及的一位公主。

## 家庭关系
伊赛特是古埃及第十八王朝法老阿蒙霍特普三世和他的大王后泰伊的女儿之一，她是法老阿肯那顿的妹妹。伊赛特的另一个兄弟是王储图特摩斯。
她的名字是伊西斯这个名字的原始埃及版本。她很可能是阿蒙霍特普三世在西塔阿蒙之后的第二个女儿。她在阿蒙霍特普统治的第34年，也就是阿蒙霍特普第二个塞德节前后成为了她父亲的妻子。
她的名字与父母和妹妹赫努塔奈布一起出现在索莱布的神庙中，并与赫努塔奈布和父母一起出现在一块红玉髓牌匾上（现藏于纽约市大都会艺术博物馆）。在古罗布发现的一个盒子和一对眼影管可能也属于她。
在父亲去世后，她便再也没有被提及。